# Bethon
Bethon település Franciaországban, Marne megyében. Lakosainak száma 228 fő (2022. január 1.). Bethon La Forestière, Chantemerle, Montgenost, Nesle-la-Reposte és Potangis községekkel határos.

## Népesség
A település népességének változása:
| Lakosok száma | 319  | 296  | 291  | 269  | 286  | 284  | 281  | 255  | 242  | 228  |
|               | 1968 | 1982 | 1990 | 2006 | 2013 | 2015 | 2017 | 2019 | 2020 | 2022 |